# Сказка о золотом петушке (мультфильм)
«Ска́зка о золото́м петушке́» — советский рисованный мультфильм, снятый на киностудии «Союзмультфильм» по мотивам одноимённой сказки-новеллы (1834) Александра Пушкина и оперы Николая Римского-Корсакова (1908). Премьера состоялась в 1967 году в СССР.

## Сюжет
Мультфильм начинается словами автора:

Негде, в тридевятом царстве,

В тридесятом государстве,

Жил-был славный царь Додон.

Смолоду был грозен он

И соседям то и дело

Наносил обиды смело,

Но под старость захотел

Отдохнуть от ратных дел

И покой себе устроить.

Тут соседи беспокоить

Стали старого царя,

Страшный вред ему творя.

Далее следует сражение между вражескими солдатами и воинами Додона, причём под бой колокола. Днём царь просыпается и берёт меч, чтобы принять бой, но из-за старости он падает и бросает меч. Ночью в царстве случился пожар. Тогда на следующий день после сражения царь решил созвать совет для того, чтобы решить, что делать дальше. Его старший сын говорит:

Надо рать убрать с границы

И поставить вкруг столицы.

Мы же в стольном граде сём

Яств и питий запасём.

Тогда враг задрожит от страха. Над этим советом царь посмеялся, но опытный воевода Полкан не согласен с этим, так как считает, что враги сожгут дворец. Младший царевич дал совет поехать навстречу соседям и принять бой, с чем Додон согласился. Но воевода и с этим не согласен:

Как же так, великий царь?

Кипяток меня ошпарь!

Ну, а как сосед наш дерзкий

По повадке богомерзкой

Нам не даст заране знать,

Что собрался воевать!

Кири-ку-ку!

Царствуй, лёжа на боку!

После этого Додон предложил мудрецу золото, но тот отказался. Тогда царь пообещал исполнить любое его желание. С тех пор «петушок с высокой спицы стал стеречь его границы». Когда к царству Додона начали подплывать вражеские корабли, все зажгли порох, как будто это тревожный сигнал. Под бой колокола рать Додона сожгла одно из суден, а остальные уплыли. Благодаря этому «соседи присмирели, воевать уже не смели».
Пока всё было мирно, сыновья Додона флагами отгоняли голубей от петушка, а за их отцом ухаживала ключница. Стоило младшему царевичу свистнуть, как вдруг в комнату к Додону залетели мухи. Ключница прогнала их платком. Вскоре царевичи уснули, оставив флаги возле петушка. Через некоторое время петушок снова встрепенулся, повернулся на восток и прокричал:

Кири-ку-ку!

Царствуй, лёжа на боку!

Воевода Полкан прибежал ко дворцу Додона и напомнил о сигнале петушка. Тогда царь начал собирать войско. Сначала войско повёл старший сын Додона, но прошло восемь дней, петушок вновь кричит, а тот и не вернулся, и не подал ни весточки. Тогда в поход отправляется младший сын, а через ещё восемь дней петушок снова кричит, и вести войско приходится уже царю и воеводе. Через восемь дней царь со своим войском прибыл в горы, где кругом лежала побитая рать, которую клевали хищные птицы. Когда они улетели, царь увидел своих сыновей мёртвыми.
Неожиданно появился шатёр. И только воевода Полкан приказал пушкарям стрелять, как неожиданно появилась сама Шамаханская царица. Из-за её красоты Додон забыл обо всём и решил познакомиться с ней. Та изначально закрыла от Додона лицо, но на его вопрос, кто она и откуда, ответила, что собирается завоевать его край. Хотя это была чистая правда, царь не поверил и посмеялся над ответом коварной царицы, приняв его за шутку, а после знакомства она поднесла Додону вино. Тот вначале отказался, но потом всё-таки выпил. Увидев Полкана, царица закрывается и от него, но потом тоже подносит ему вино. Царь, увидев, что Шамаханская царица закрывается от его воеводы, прогоняет его.
Наконец царица увела Додона в шатёр, где он упал на кровать, и латы снялись с него. Царица спрашивает у Додона, пел ли он, когда был влюблён, но тот этого не помнит. Тогда царица даёт ему арфу, и царь начал играть на ней и петь то, что когда-то пел своей умершей жене. Царица посмеялась над этим. Под песню Додона все начали танцевать и петь, а шуты стали изображать царя, царицу и царевичей (и из этого представления мы узнаём, что последние убили друг друга в поединке ради девицы).
Царица предложила Додону плясать, но тот изначально отказался, а потом, когда царица позвала Полкана, согласился, несмотря на то, что он не умеет плясать. Устав от пляски, царь захотел жениться на Шамаханской царице. Для этого он решил взять её с собой во дворец. Собрались они и отправились обратно. Когда Додон со своим войском и Шамаханской царицей вернулся назад, им навстречу вышел тот самый восточный звездочёт. Царь на радостях спрашивает у него давно обещанное желание, и тот попросил подарить ему царицу. Однако Додон не хотел этого делать: сначала он предлагал своему собеседнику откупиться чем-нибудь другим, а затем, рассердившись, позвал своих стражников и велел им прогнать старика:

Тьфу ты, пропасть! Лих же, нет!

Ну, так слушай мой ответ:

Ничего ты не получишь,

Сам себя ты, грешник, мучишь.

Убирайся, цел пока!

Оттащите старика!

Стражники попытались оттащить мудреца, но тот, вырвавшись, подбежал к колеснице, продолжая тем самым настаивать на своём. Не вытерпев этого, Додон ударил мудреца жезлом по лбу, и последний умер, вследствие чего ударил гром, и царица посмеялась над смертью мудреца. Как по приказу, золотой петушок вспорхнул со спицы, на которой он всё это время сидел, полетел к колеснице и клюнул Додона в голову, чтобы отомстить ему за смерть своего хозяина. В результате неблагодарный царь тоже умер, а Шамаханская царица, посмеявшись над этим, пропала, как будто её и не было. Заканчивается мультфильм словами автора:

Сказка ложь, да в ней намёк!

Добрым молодцам урок.

## Создатели
- Сценарий Виктора Шкловского
- Режиссёр: Александра Снежко-Блоцкая
- Художник-постановщик: Виктор Никитин
- Композитор: Виталий Гевиксман
- В музыке использованы мотивы Николая Андреевича Римского-Корсакова
- Текст Владимира Владимирова
- Оператор: Екатерина Ризо
- Звукооператор: Борис Фильчиков
- Редактор: Раиса Фричинская
- Директор картины: Григорий Кругликов
- Ассистенты:
  - Елена Новосельская
  - Нина Майорова
  - Лидия Модель
  - Владимир Морозов
  - Светлана Кощеева
- Художники-декораторы: Ирина Светлица, Вера Харитонова
- Художники-мультипликаторы:
  - Виктор Шевков
  - Ольга Орлова
  - Игорь Подгорский
  - Марина Восканьянц
  - Светлана Жутовская
  - Виолетта Колесникова
  - Юрий Бутырин
  - Константин Чикин
  - Владимир Крумин
  - Владимир Балашов
  - Николай Фёдоров
- Роли озвучивали:
  - Алексей Грибов — царь Додон
  - Людмила Пирогова — Шамаханская царица
  - Алексей Консовский — текст от автора / младший царевич
  - Георгий Вицин — мудрец-звездочёт / другой пушкарь
  - Степан Бубнов — воевода Полкан
  - Мария Виноградова — золотой петушок
  - Леонид Пирогов — боярин в оранжевом
  - Анатолий Кубацкий — боярин в синем / старик с палкой
  - Лидия Рюмина — Амелфа
  - Юрий Медведев — старший царевич
  - Борис Новиков — один из ратников / один из пушкарей (в титрах не указан)
- Танцы: Владимир Шубарин

## Мультфильмы по сказкам А. С. Пушкина
- 1950 — «Сказка о рыбаке и рыбке»
- 1951 — «Сказка о мёртвой царевне и о семи богатырях»
- 1967 — «Сказка о золотом петушке»
- 1973 — «Сказка о попе и о работнике его Балде»
- 1984 — «Сказка о царе Салтане»

## Отличия от оригинала
Текст в мультфильме написан Владимиром Владимировым (с использованием отдельных мотивов и фрагментов либретто Владимира Бельского к опере Николая Римского-Корсакова) и почти полностью не соответствует оригинальной сказке Александра Пушкина:
- В отличие от оригинала, в мультфильме (как и в оперном либретто) царь Додон созывает совет для того, чтобы решить, как быть дальше. В оригинале он посылает гонца за помощью к мудрецу.
- В оперном либретто старшего царевича зовут Гвидоном (так же как и князя из «Сказки о царе Салтане» Пушкина), а младшего — Афроном. В фильме, как и в оригинале, их имена не упоминаются.
- В фильме имя царя — Додон, в сказке — Дадон.
- В оригинале воевода не называется по имени, а в мультфильме (как и в оперном либретто) его зовут Полканом.
- В фильме, как и в оперном либретто, мудрец появляется во время совета.
- В отличие от оригинала, смысл произведения дан подробно. Например, Шемаханская царица говорит Додону:

Знай, Додон, что я — девица,

Шемаханская царица.

Пробираюсь я, как тать,

Весь твой край завоевать.

Её первая реплика — перефразировка фрагмента оперного либретто Владимира Бельского:

В своей воле я девица,

Шемаханская царица;

Пробираюсь же, как тать,

Город твой завоевать.

Таким образом, золотой петушок не ошибся, но с этой напастью Додон не смог справиться.

### Отсутствуют в оригинале, но есть в фильме
- За Додоном ухаживает прислуга. В частности, здесь выведен отсутствующий у Пушкина, но придуманный для оперы персонаж — ключница Амелфа.
- Перед заключительными словами появляется старик с палкой и говорит:

Если это всё не сон.

Эта же фраза позаимствована из либретто оперы.

## Подбор актёров
На грампластинке за автора текст читал Игорь Ильинский.

## Критик о мультфильме
В 1967 году Снежко-Блоцкая изящно перенесла на экран «Сказку о золотом петушке». Художник Виктор Никитин насытил знаменитый сюжет А. С. Пушкина о разрушающей силе красоты и глупости колоритными персонажами и остроумными находками. Самыми яркими героями, как и следовало ожидать, оказались женственная, таинственная и весьма эротичная Шемаханская царица и старый царь Додон. В фильме он был длинным и костлявым, как Дон Кихот. Особый колорит придал ему голос актёра Алексея Грибова. Сцена обольщения девицы, когда старик пытался исполнить современный танец, а потом запевал: «Век тебя любить я буду, никогда не па-за-буду!..», стала несомненной удачей фильма.— Сергей Капков
Говоря о роли царя Додона, Сергей Капков замечал, что Грибову удавалось передать своё обаяние даже отрицательным персонажам.